# 希臘—土耳其關係
希臘－土耳其关系指希腊与土耳其两国之间的关系。

## 历史

### 希臘獨立戰爭
自15世纪起，希臘地區被鄂圖曼土耳其占領，該地區文化、經濟等遭受嚴重的摧殘。1821年3月，希臘爆發起義，並迅速得到響應。1822年1月1日，希臘宣布獨立。1832年4月，鄂圖曼土耳其在壓力之下，宣布承認希臘獨立。

### 第二次希土战争
一战结束后，土耳其作为同盟国方，成为战败国。希腊试图收复更多的失地，因而发动了第二次希土战争。希腊军队在初期取得胜利，但最终遭遇了失利。

## 塞浦路斯问题

GRE、TUR、CYP及在地图上的位置

1960年8月，塞浦路斯宣布独立，成立塞浦路斯共和国。1974年，塞浦路斯南北分裂。塞浦路斯大部分领土为塞浦路斯共和国控制，主要以希腊族为主；塞浦路斯北部则是自行独立的北塞浦路斯土耳其共和国，以土耳其族为主。目前，大多数国家承认塞浦路斯共和国，北塞浦路斯仅土耳其一国承认。塞浦路斯南北双方长期对峙，希土两国则各支持一方。

## 领土争议
希土两国对爱琴海的部分领土、领海的主权存在争议。1913年，第一次巴尔干战争后，希腊获得了爱琴海除Imbros岛、Tenedos岛之外所有的岛屿。两国曾就爱琴海部分岛屿主权问题发生过数次冲突。

## 21世纪

### 2019年
2019年11月27日，土耳其与利比亚民族团结政府签署了协议。该协议于12月5日公布，划定了两国之间的海洋边界，并跨越了希腊也声称拥有管辖权的一部分，引起外交纷争。希腊外交大臣尼科斯·丹迪亚斯在新闻发布会上形容，土耳其-利比亚协议「公然违反国际法」，将讨论驱逐利比亚大使穆罕默德·尤尼斯·AB·门菲（Mohamed Younis AB Menfi）出境，但补充说此举并不意味着希腊与利比亚断绝外交关系。
12月6日，希腊下令驱逐利比亚驻雅典大使，令其72小时内离开希腊。丹迪亚斯对希腊议会表示：「重新划定边界的企图不合法，也不可能没有后果。这是挑衅行为，必须予以无条件谴责。」并补充说，安卡拉的举动迫使他们陷入「前所未有的外交隔离」。土耳其谴责希腊驱逐利比亚大使的决定。12月，希腊向联合国发送了两封信，解释其反对意见，并要求联合国安理会处理此事。联合国则对利比亚划定了海洋管辖区的立场保持中立，并敦促希腊和土耳其保持对话。

### 2020年

#### 难民问题
2020年，希腊海岸警卫队多次指责土耳其通过鼓励成千上万寻求庇护的难民非法越境，并协议策划大规模非法移民侵犯该国边界的企图。希腊也多次发布影片，显示当海岸警卫队接近时，土耳其船只的乘员会故意将其推翻，以此方法迫使希腊海岸警卫队来拉船救人。土耳其海岸防卫队也对此反指责希腊海岸警卫队故意驱逐难民船只，让土耳其拉船救人，导致希腊与土耳其在爱琴海上的执法船只时有冲突，造成两国之间的紧张局势加剧。

#### 爱琴海主权能源勘探争议
2020年8月中旬，土耳其一艘能源勘探船OruçReis号及其5艘海军护卫舰，在塞浦路斯和希腊克里特岛之间有主权争议的水域进行勘探石油和天然气资源。作为回应，希腊海军派遣军舰尾随监视。导致土耳其与北约盟国之间的紧张局势加剧。

##### 军舰碰撞
8月12日，土耳其与希腊的海军军舰发生碰撞事故，希腊国防部称这是一起事故。表示希腊护卫舰为避免正面碰撞而进行了操纵，在此过程中触及了土耳其护卫舰的后部，称其为“小型碰撞”。事故中没有人受伤，两艘碰撞的军舰仍在海上作业。
8月13日，土耳其则声称该事故为挑衅。总统雷杰普·塔伊普·埃尔多安发表声明称土耳其将按计划在有争议的水域勘探石油和天然气，直到8月23日。同时警告任何攻击土耳其钻井船OruçReis的人都将付出沉重的代价。土耳其外交部长梅夫吕特·恰武什奥卢呼吁欧盟停止“纵容”希腊，还警告法国，不要采取会加剧紧张局势的行动。
为了表示对希腊的支持，法国承诺向希腊提供军事支持。法国则派出两架阵风式战机于8月13日抵达希腊克里特岛并停留数天，当天法国还派遣两艘军舰与四艘希腊巡防艘举行了联合军演。与希腊定期举行联合军事演习的埃及和以色列也表达了对希腊的声援。欧盟则呼吁土耳其立即停止在有争议水域的活动，并敦促安卡拉展开对话。这场危机导致土耳其与北约盟友和整个欧盟集团对立。

### 2022年
土耳其指责雅典非法占领一些爱琴海岛屿，并用部署在島上的S-300导弹骚扰希臘飞机。但是土耳其否認。
9月10日，土耳其方面指控两艘希腊海岸警卫队船只在爱琴海国际水域向一艘货船开火。土耳其方面指責希腊海岸警卫队船只无视国际法。